# Nedre Fläsmasjön
Nedre Fläsmasjön är en sjö i Hudiksvalls kommun i Hälsingland och ingår i Delångersåns huvudavrinningsområde. Sjön har en area på 0,387 kvadratkilometer och ligger 129,8 meter över havet. Sjön avvattnas av vattendraget Dalaån (Härnån).

## Delavrinningsområde
Nedre Fläsmasjön ingår i det delavrinningsområde (687464-153508) som SMHI kallar för Utloppet av Nedre Fläsmasjön. Medelhöjden är 205 meter över havet och ytan är 7,19 kvadratkilometer. Räknas de 11 avrinningsområdena uppströms in blir den ackumulerade arean 83,77 kvadratkilometer. Dalaån (Härnån) som avvattnar avrinningsområdet har biflödesordning 2, vilket innebär att vattnet flödar genom totalt 2 vattendrag innan det når havet efter 72 kilometer. Avrinningsområdet består mestadels av skog (92 procent). Avrinningsområdet har 0,39 kvadratkilometer vattenytor vilket ger det en sjöprocent på 5,4 procent.